# Далматин
Далмати́н (англ. Dalmatian) — універсальна собака-компаньйон, одна з найяскравіших і найвідоміших порід собак. Далматини елегантні і охайні собаки, і на відміну від багатьох інших порід, від далматинів немає специфічного запаху «псини». Завдяки своєму унікальному забарвленню сплутати далматина з представниками іншої породи просто нереально. Популярність цим собакам приніс знаменитий діснеївський мультфільм, а потім і повнометражний художній фільм.
Людина, яка збирається завести вдома чотирилапого друга цієї породи, повинна знати, що далматини — досить активні собаки, які потребують великих навантажень довгих прогулянок на свіжому повітрі, тому, якщо ви не любитель тривалих прогулянок пішки на великі відстані, вам краще завести собаку іншої породи.

## Історія породи далматин

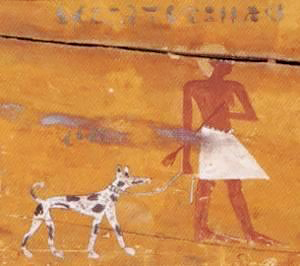
Зображення плямистої собаки в Стародавньому Єгипті.

Порода далматин має багатовікову історію і своїм корінням сягає в глиб віків.
В різні часи їх називали по-різному: «Данський гончак», «Турецький собака», «Бенгальський Бракк», «Бенгальський Харрієр», «Тигрова собака», «Далматський Дог». В наші часи ця порода собак має назву «Далматин». Сучасну назву породі дав Томас Пеннант в 1771 році. У своїй праці Synopsis of Quadrupeds він описав цю породу собак як дуже незалежну і називав їх «Dalmatian», а в якості батьківщини цієї породи привів Далмацію.
Численні факти і дослідження вчених вказують на те, що далматин є дуже древньою породою собак.
На території Австрії і Богемії в відкладеннях золи були знайдені останки так званої зольной (попелястої) собаки, що відносяться до кінця бронзової доби (2—3 тис. років до н. е.). Вся група попелястих собак, від якої веде свій початок група гончих, має однотипну структуру черепа. Не тільки череп, а й розміри тіла, висячі вуха і ряд інших ознак свідчать про те, що попелясті собаки стали родоначальниками таких порід, як бладгаунд, бракки, спанієлі. Однак череп далматина, на думку вчених, особливо схожий на череп древньої попелястої собаки.

### Стародавні часи

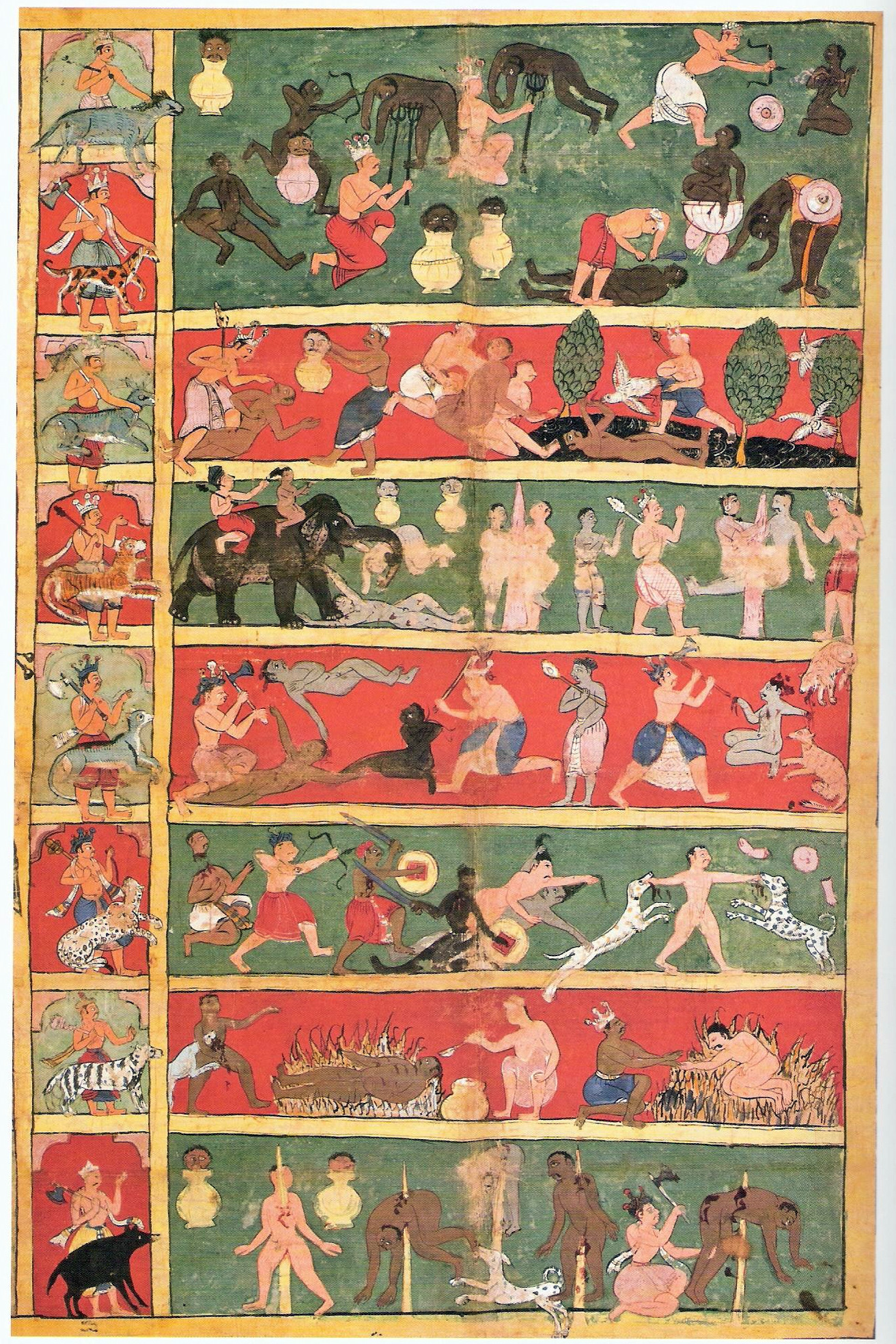
Буддійська картина Naraka (Jainism). Далматин зображений як пекельна істота.

У країнах Середземномор'я при розкопках, що відносяться до 4000—2000 років до н. е., були знайдені фігурки плямистих собак типу далматин. Зображення собак з таким рідкісним забарвленням зустрічаються з часів Стародавнього Єгипту. У Луврі знаходиться вапняковий рельєф, що відноситься до 2140—1780 років до н. е., на ньому зображена собака, яка має у забарвленні плями і дуже схожа на далматина.
Про таких собак згадує давньогрецький історик філософ і натураліст Ксенофонт (430—359 роки до н. е.). В своїх творах філософ зазначив, що благородні плямисті собаки є носіями «голубої крові», а собаки які мають однотонне чи неяскраве забарвлення «звичайні».

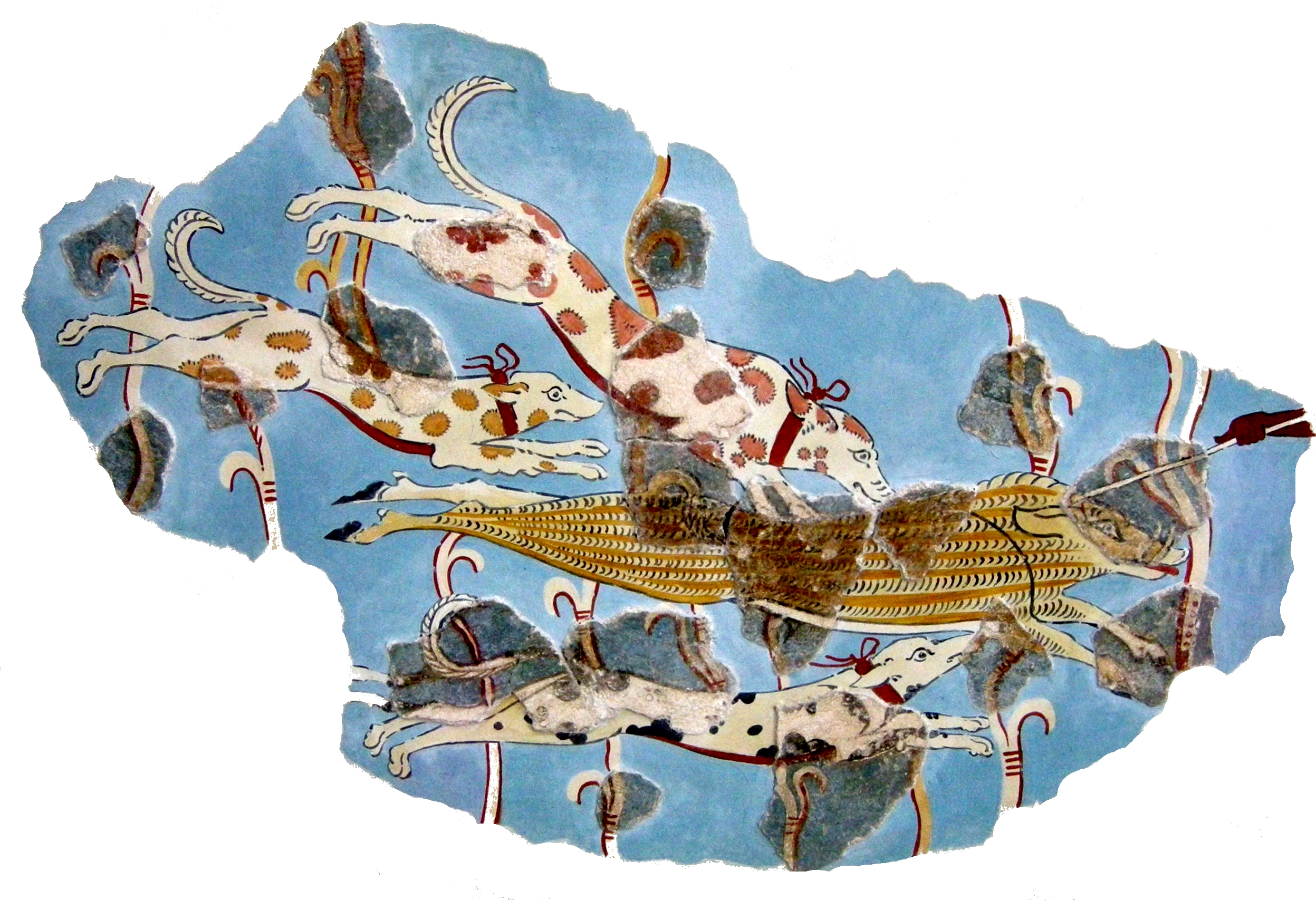
Фреска з Тиринфа.

Великий давньогрецький вчений Арістотель, у своїх наукових працях неодноразово згадує про білих з плямистим забарвленням мисливських собаках, що живуть в Індії, там відомі вони як «тигрові собаки». Так називали в ті часи (347—334 роки до н. е.) індійських аборигенних (корінних) собак, які використовувалися як мисливсько-травильні на великого хижака — тигра.
Археологічні дослідження в Греції дозволили побачити різноманітні картини, на яких, поряд з людьми, були зображені дуже схожі на сучасних далматинів, собаки. А це означає, що далматини існують вже кілька тисячоліть.
Добре збереглася фреска з Тиринфа з зображенням сцени полювання, де собаки із забарвленням далматина женуть дикого кабана. Ця фреска була зроблена в Греції в Мікенську епоху (1600—1100 роки до н. е.), зараз вона зберігається в Національному археологічному музею в Афінах.

### Середньовіччя
«Пси Господні», як їх називали в Англії часів Кромвеля, були символами римської церкви. У Британському музеї зберігаються листівки, фрески з зображеннями далматинів.
Нараки — буддійська картина XVII століття (ткане полотно), зображує сім рівнів Джайн пекла. Собака дуже схожа на далматина зображена як пекельна істота, місцевий мешканець, який піддає різним мукам душі тих нещасних, кому судилося там опинитися (ліва панель зображує демо-бога і його тварин, що керують кожним пеклом).

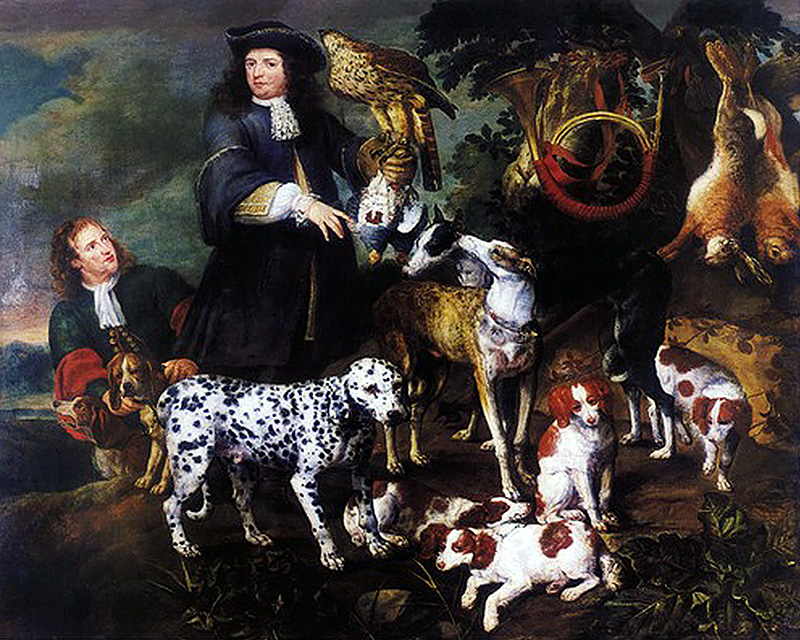
«Мисливці на привалі», 1640 рік. Далматин, грейхаунд і спаніелі.

До 1540рр. ще не існувало таких порід як пойнтер, а перші короткошерсті лягаві зі стійкою, придатні для будь-якого полювання на птицю, з'явилися на початку XVI століття тільки в Іспанії — «Перро де Пунта», в той час далматин успішно використовувався в Італії, Австрії, на Балканах і інших країнах у якості подружейной собаки.
У Франції, до середини XVII століття, далматин брав участь у лицарських і королівських полюваннях на великого звіра. Це був зовсім інший тип далматина — сильна і витривала собака, здатна розвивати велику швидкість бігу. Порода називалася «Бенгальський Бракк», оскільки у той час у європейських країнах бракками називали тільки гончих собак. І тільки з 1670 року далматин у Франції став використовуватися як супроводжуючий дорожніх екіпажів і в якості охоронця від розбійників.

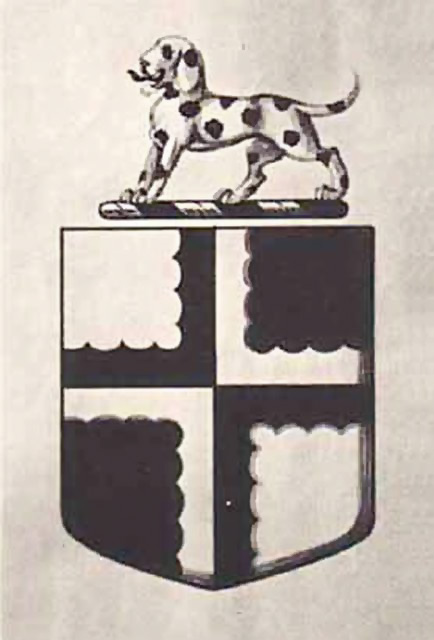
Символ армії Хейдона, Норфолк.

### Англія як друга батьківщина далматинів
Далі породу прийняла і стала розвивати Англія. В 1540—1570 роки, в Англію завезли далматинів з материка, і перший час англійці називали їх італійської собакою. Англійський лікар Дж. Кейюс в 1570 році, писав своєму другові в Швейцарію, що в Англії з'явилася нова порода собак, білих з чорними плямами, завезена з Франції і називав її галльською. Добре відомо, що в 1665 році в Англії далматин вже використовувався в традиційній якості каретної собаки. Англійці тренували далматинів для супроводу екіпажів і регулярно влаштовували дорожні випробування. 

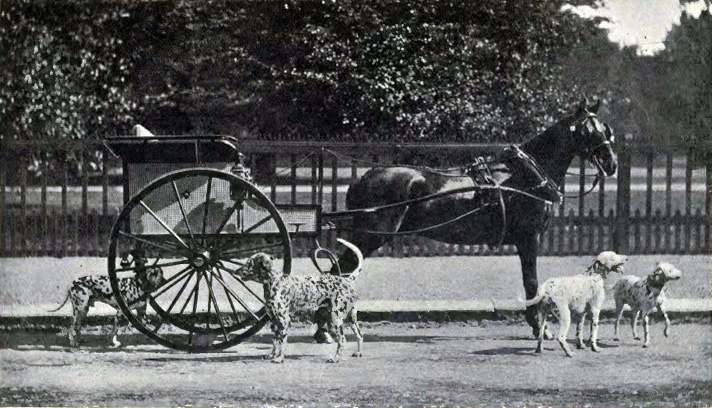
Карета Mr. G.R. Sims's і його далматини (1902 рік).

Супровід кінних екіпажів, сила, витривалість і безстрашність зробили цих собак постійними супутниками англійської знаті. Далматини бігли під передньою віссю екіпажу і могли нарівні з кіньми долати великі відстані. А під час зупинок, віддані тварини ластились і розважаючи своїх господарів, не забували пильно охороняти їх спокій. При найменшій небезпеці відважно вступали в бій як з дикими тваринами, так і з лісовими розбійниками. Саме тому у «каретних собак» були куповані висячі вуха, які найбільше страждали під час бійок. Купірування вух у далматинів припинилося лише з 1860 року і заборонено з 1895 року Кеннел-клубом Великої Британії.
В Англії далматин виконував різну роботу: полював як рушничний собака, брав участь у цькуванні биків, бігав разом з каретами, привертаючи увагу перехожих своєю яскравою зовнішністю, охороняв і захищав майно, служив компаньйоном мандрівникам, доставляв пошту, вантажі і охороняв дружин фермерів, які вирушали на ринок, розважав знать у салонах і виконував трюки в циганських балаганах. Крім того, що далматин виглядав красивіше інших собак, він був ще й розумним, чарівним компаньйоном з різнобічними здібностями.
Англійці любили далматинів, вони визначили породний тип і довели його майже до досконалості. Пізніше, вони написали стандарт породи, який став основою для стандарту породи в усьому світі. Англійці організували клуби для просування і охорони породи далматин. Згодом, супровід кінних екіпажів стало основним заняттям далматина. Так, порода далматин в Англії знайшла свою другу батьківщину і статус престижного відзнака вищої знаті.

### Використання в періоди воєн

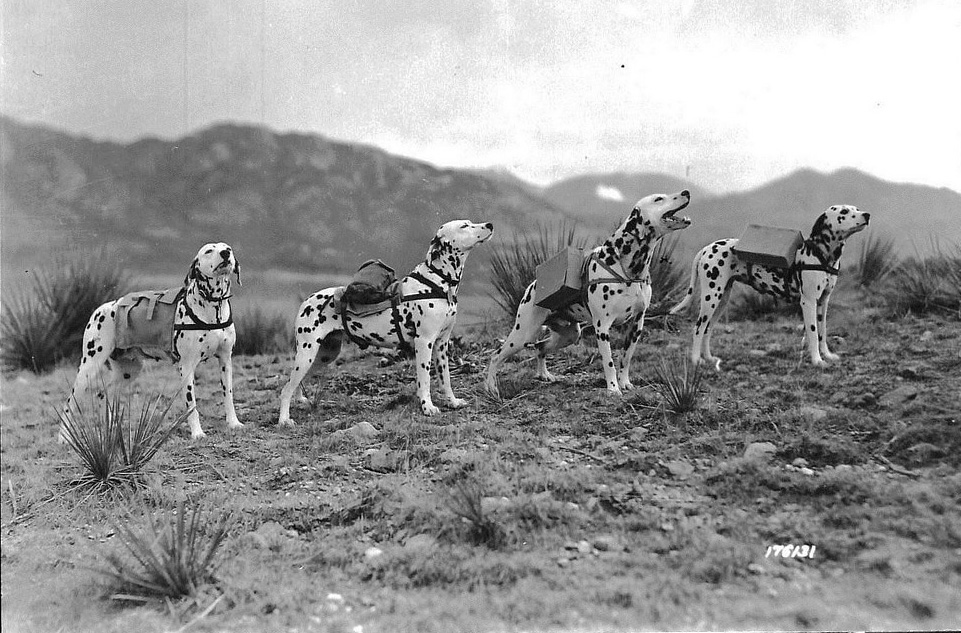
Тренування собак 89-ї піхотної дивізії США. Четверо навчених військових далматинів капітана John R. Durigg. США 1943 рік, табір Карсон, штат Колорадо.

У роки Другої світової війни, далматини в США — одна з чотирьох порід собак, які використовувалися воєнізованим корпусом К-9. Нарівні з представниками інших порід, далматини успішно несли вартову службу, охороняли військові та цивільні об'єкти, служили патрульними собаками.
У 1943 році 89-та піхотна дивізія США навчала далматинів доставляти пораненим воду, припаси і необхідні медикаменти (табір Карсон, штат Колорадо, на фото). Далматини успішно використовувалися як зв'язківці.

### Розвиток породи у XX столітті
Протягом 70—80-х років, саме Чехословаччина була провідною країною в плані розвитку породи далматин. Поголів'я далматинів, виведених у республіці, стійко розширювалося і відрізнялося високою якістю розведення породи. Це підтверджувалося багаторічним великим успіхом на найвідоміших міжнародних виставках. Безумовно те покоління далматинів — це сама елегантність, вони стрункі, довгоногі, яскраві. Саме завдяки зусиллям Чехословацького Далматин-клубу, 25 річному величезному внеску в розвиток породи, Міжнародна Кінологічна Федерація нарешті взяла до уваги невтрачені далматином мисливські якості, і з 1 липня 1994 року перевела їх в 6-ту кваліфікацію групи «гончаки», чого вони, безумовно, заслуговують за їх витривалість і виняткове чуття.

## Походження

### Близькі родичі
У 2008 році, в рамках проекту розпочатого Хорватським Міністерством Науки, були проведені генетичні дослідження групи автохтонних собак. Результати показали, що далматин та істрійський гончак (інші назви: Істрійський бракк, Істрійський пойнтер, Істарський гоніч) мають відносно низьку генетичну відстань:

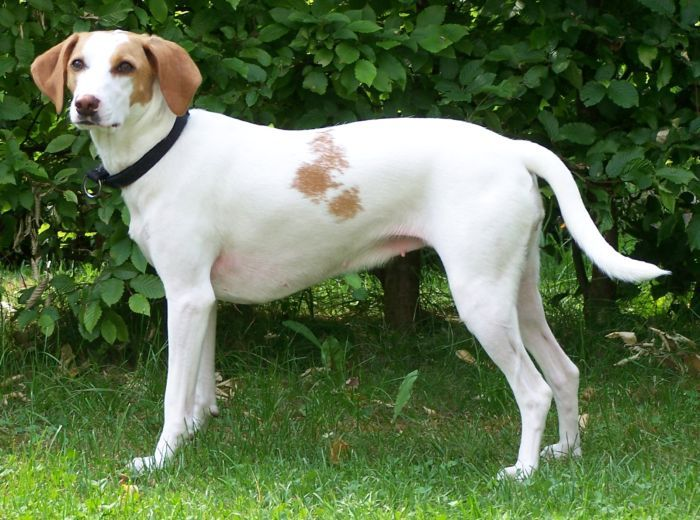
Істрійський гончак
сучасний тип

- в обох породах ідентичний білковий обмін;
- виявлено досить великий збіг фізіологічних рН значень сечової кислоти;
- надзвичайно близька генетична формула кольору. Далматин має код «BB-CC-DD-EE-gg-swsw-TT», Істрійський гончак «bb-CC-dd-ee-gg-swsw-TT». Різниця полягає лише в спадкуванні певних факторів кольору, які можуть виникнути, коли далматин гомозиготний домінантний, а Істрійський гончак гомозиготний рецесивний.

За науковою логікою слід вважати істрійського гончака близьким родичем далматина. Обидві породи мають загального предка в межах родовіду гончаків, який мав походження з території Балканського півострова.

### Зв'язок між далматином і хортами
На початку 1980-х років, завдяки зусиллям відомого хорватського кінолога Шандор Хорват (Šandor Horvat), в Ораше були виявлені групи хортів. Жителі навколишніх сіл Ораше можуть пам'ятати цих собак, в народі їх називали як Старі Хорватські хорти (англ. Old Croatian Sighthound). Їх використовували на собачих перегонах, організованих з нагоди приходу свята «Occasion of parish feast». Крім того, ці собаки також використовувалися в полюванні, в першу чергу на зайця, якого вони помітивши зором, повинні наздогнати, зловити в бігу і піднести до господаря.
У другій половині 1980-х років, пара Старих Хорватських хортів були привезені в Загреб, і вивчені в Університеті Ветеринарної Медицини. За своєю конституцією (статурою) ці собаки повністю відповідали поточному типу Англійського хорта (Грейхаунд), навіть вуха у формі «пелюстків троянди». Проте, вони були значно меншими, пси в висоту 60—70 см, суки на 5—10 см коротше. Собаки були білого кольору, але слід зазначити, що виражені далматинські плями мали місце в цих собак. Спостерігається не лише пігментація окремих ділянок волосся, але покриття пігментних сегментів шкіри, найбільш поширені локалізації на голові, грудна клітка, корінь хвоста. Подальші дослідження були раптово зупинені в зв'язку з початком війни в Югославії.
В двадцяті роки XX століття полювання з хортами в колишній Югославії стало заборонено законом, собак які не були зареєстровані в розпліднику або клубі та не мали племінного реєстру, таких собак мисливці і місцеві ветеринари були змушені вбивати як мисливських наземних шкідників. Основна причина остаточного зникнення групи автохтонних (місцевих) хортів у цьому районі — Югославські війни. Якщо якісь окремі Старі Хорватські хорти дожили до 1990-х років, вони загинули на мінних полях протягом війни. Там немає таких собак у цьому районі з 1995 року.

## Роль далматинів у виведенні нових порід собак
В результаті схрещування далматина з іншими породами, були отримані наступні сучасні породи:
- В основу курцхаара були покладені іспанський та англійський пойнтер, далматин, веймарські лягаві, німецькі мисливські гончі і німецька вижла. Схрещування велося не на основі екстер'єру, а по робочим ознаками.
- У 1830 році була виведена нова порода собак, яка здатна атакувати биків набагато краще, ніж бульдог. У результаті схрещування староанглійського тер'єра (нині вимерла порода собак) з англійським бульдогом, з участю далматина була отримана нова порода — бультер'єр.
- Австралійський скотар. Порода була виведена в 1870 році, в результаті схрещування собак таких порід: шотландські мармурово-блакитні коллі, далматин і динго.

## Породний тип
Далматини розділені на два типи:

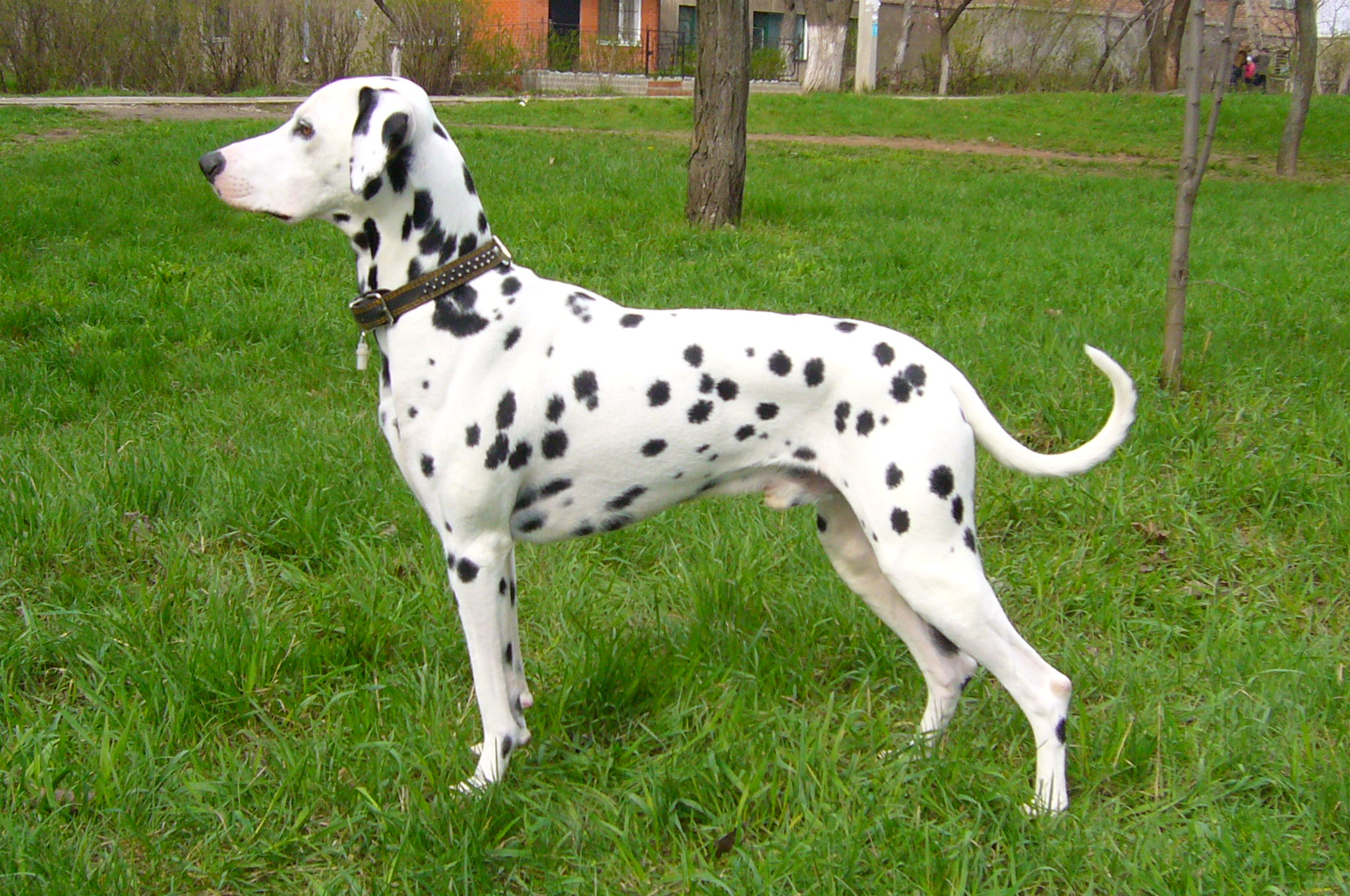
Класичний тип далматина.

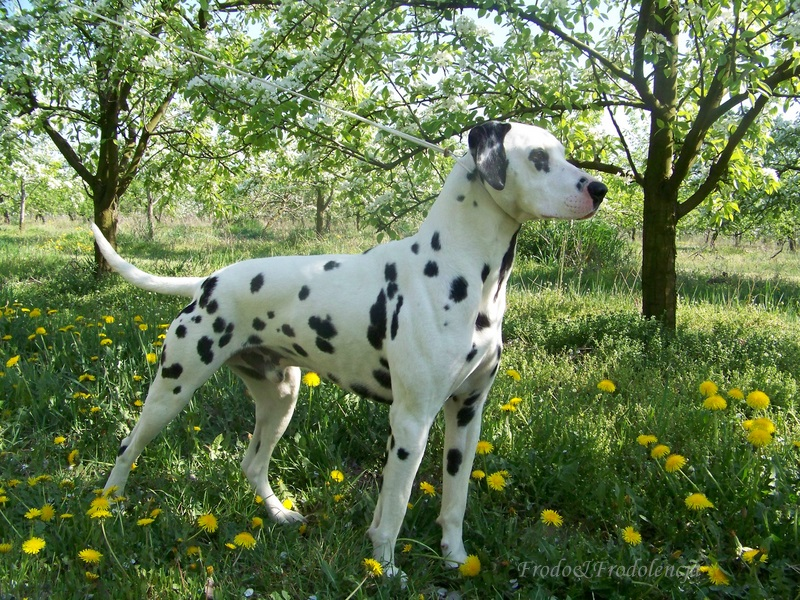
Далматин сучасного типу

1. Лінія англійських далматинів. Це класичний тип породи далматин. Ці собаки елегантні, легкі, стрункі, високоногі, вони більше схожі на гончаків. Дуже активні, це собаки для спорту (аджиліті, курсінг).
2. Далматини скандинавського типу, або сучасний тип далматина. Вони спокійні, і володіють урівноваженим характером, це собака-компаньйон. Це високі, досить грубі або перевантажені «догообразні» собаки. Мають потужний і міцний кістяк. За зовнішнім виглядом і характером вони більше нагадують німецьких догів.

## Загальні параметри породи
Далматин — досить великий, сильний і витривалий собака, здатний долати великі відстані. Пропорції тіла досить гармонійні. Відношення довжини корпусу до висоти в загривку становить 10:9, довжина черепа і довжина морди 1:1.
Темперамент далматина дуже врівноважений, в більшості випадків це товариські й дружелюбні сангвініки, рідко бувають агресивними і небезпечними для спілкування з людьми.
У цієї породи собак є одна особливість, яка повинна бути визначальною у породі. Ніс у чорно-плямистих собак повинен бути завжди чорний, у коричнево-плямистих — завжди коричневий.
Губи не повинні бути відвислим, бажана повна їх пігментація, хоча допускається і часткова. Щелепи сильні, з бездоганним ножницеподібним прикусом. Бажаний повний комплект з 42 зубів згідно із зубною формулою. Будь-яке відхилення від правильного прикусу вважається пороком, що не дозволяє використовувати собаку в племінному розведенні.

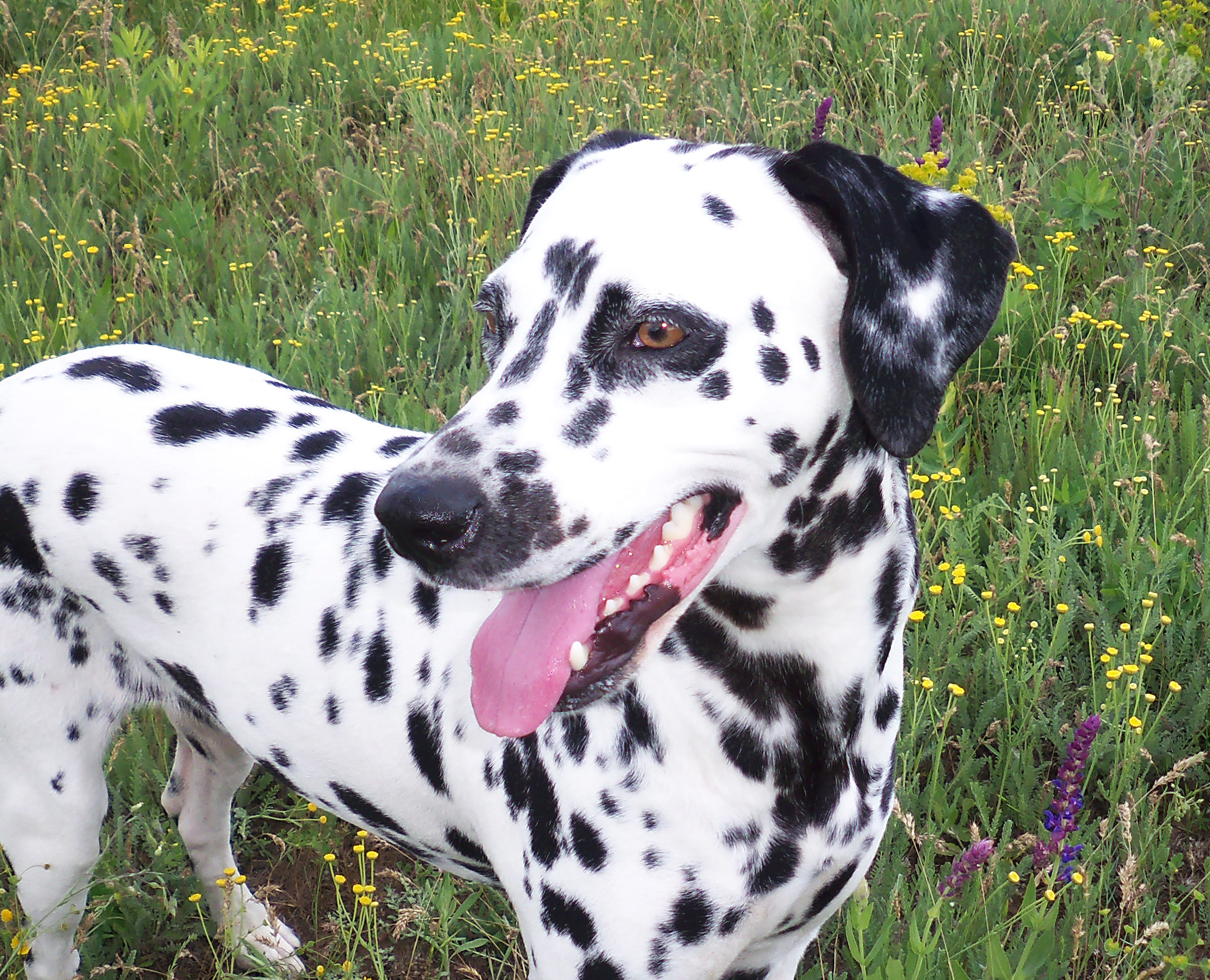

### Очі
Очі у далматин мають темно-коричневий колір у чорно-плямистих собак і світло-коричневий у коричнево-плямистих. Допускається жовтувато-коричневі відтінки. Обведення повіки повинно бути суцільним, без розривів і плям. Повіка має прилягати до очного яблука.

### Вуха
Вуха у собак цієї породи посаджені досить високо, середнього розміру, широкі біля основи, бажано плямисті, але можуть мати мармуровий малюнок, прилягають до щок. За формою кінців вуха можуть бути у формі трикутника, що характерно для гончака, або закруглені.

### Хвіст
Хвіст у далматина приблизно досягає скакального суглоба, у спокійному стані тримається вниз, в русі піднімається, але не повинен закручуватися і триматися вертикально. На хвості бажано наявність плям.

### Рухи
Рухи далматина вільні, активні, з широким і довгим кроком. Якщо дивитися на собаку цієї породи ззаду, кінцівки повинні рухатися абсолютно паралельно, задні повинні ступати в слід передніх. Короткий, дріботливий крок вважається неправильним.

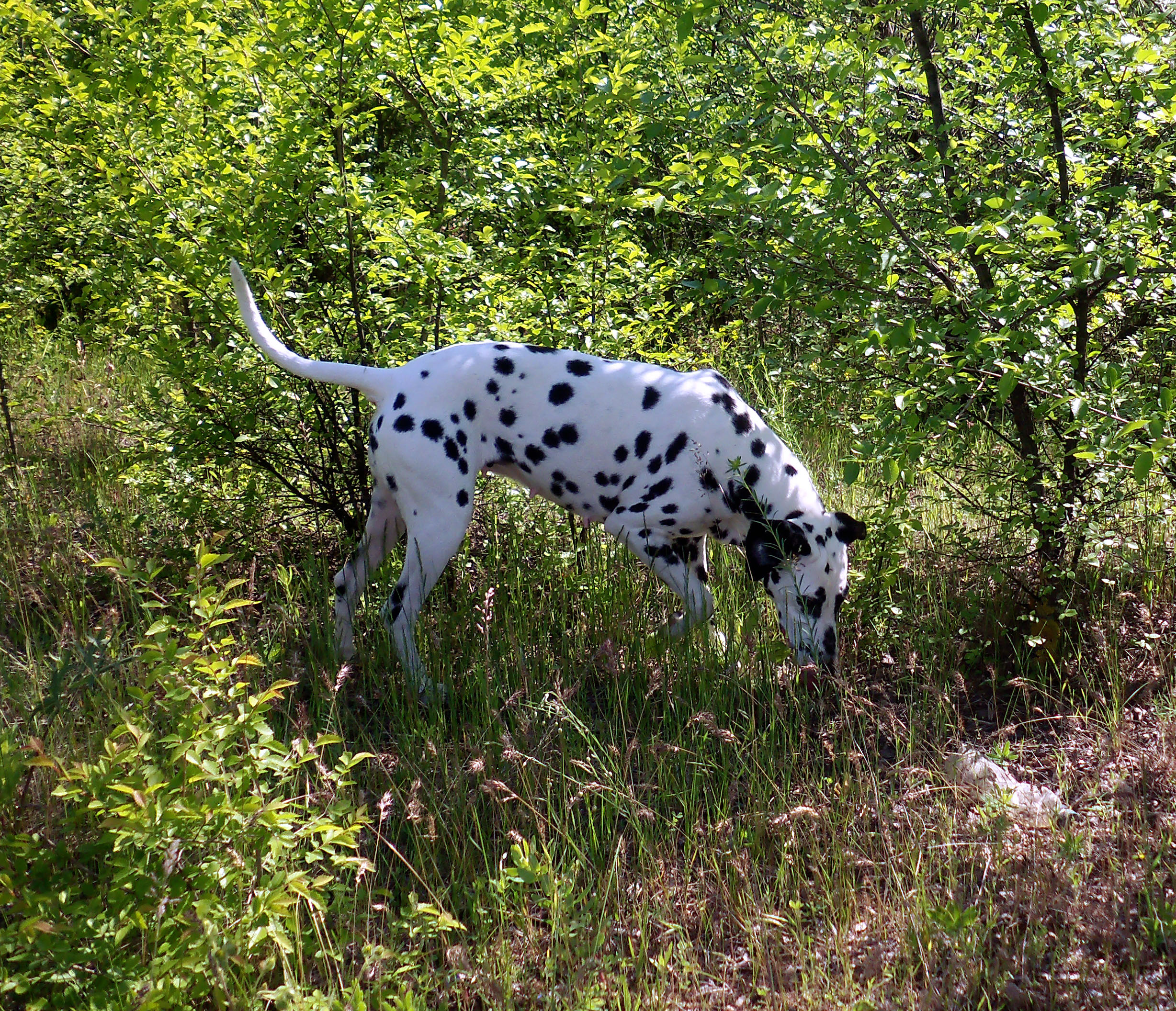

### Шерстний покрив
Вовна у далматин густа, коротка і жорстка, основне забарвлення біле, плями по білому тлу повинні бути чіткими, круглими (розмірами з гривневу монету), як можна більш рівномірно розподілені, але можуть зливатися один з одним. Як і будь-яка гладкошерста собака, линяє цілий рік. Далматин охайний, не має «псячого» запаху.

### Ріст і маса
Висота в холці у псів становить приблизно 56—61 см, у сук 54—59 см. Маса тіла приблизно від 24 до 32 кг.

### Відхилення
Будь-яке відхилення від стандарту породи може розцінюватися як недолік або порок, в залежності від ступеня вираженості. До дискваліфікуючих вад відносяться неправильний прикус, різнобарв'я очей, блакитні очі, глухота, наявність чорних та коричневих плям одночасно, плями, що не відповідають кольором мочки носа, не властиве породі агресивне чи боягузливе поведінку. У псів не повинно бути крипторхизму, обидва сім'янники повинні бути в наявності і повністю опускатися в мошонку. Для племінного розведення найкращі пси з пігментованою мошонкою.